# Kranentalsmühle
Die Kranentalsmühle war eine Wassermühle am Broicher Bach in der Stadt Alsdorf in der nordrhein-westfälischen Städteregion Aachen im Regierungsbezirk Köln.

## Geographie
Die Kranentalsmühle hatte ihren Standort an der Straße Kranenthalsmühle 1 im Aldorfer Stadtteil Broich in der Städteregion Aachen. Sie lag auf einer Höhe von ca. 145 m über NN. Der Mühle vorgelagert war ein Weiher der heute verfüllt ist. Oberhalb lag die Broicher Mühle, unterhalb hatte die Kellersberger Mühle ihren Standort.

## Gewässer
Die Quellen vom Broicher Bach mit einer Höhe von 174 m über NN liegen heute in einem Regenrückhaltebecken zwischen den Straßen In der Dell und Holzweg im Stadtteil Linden-Neusen der Stadt Würselen. Der Bach mit einer Länge von 8,2 km fließt nach nördlichem Beginn in westlicher Richtung durch das Gebiet der Stadt Alsdorf und dann zur Stadt Herzogenrath. Im Straßenbereich An der Wurm/Apolloniastraße mündet der er in einer Höhe von 106 m über NN in die Wurm.

## Geschichte
Die Kranentalsmühle wurde ebenfalls schon nach dem Ersten Weltkrieg stillgelegt. Auch das Alter der Mühle ist mit 17./18. Jh. nur sehr dürftig beschrieben. Die Tranchotkarte von 1805 weist die Mühle als „Dahl Mühle“ aus. Das deutet auf eine wechselnde Namensführung hin. Ein vorgelagerter Mühlenteich, in dem 1908 der Bergmann Joseph Greten ertrank, ist heute verfüllt. Nach der Stilllegung der Mühle wurde auf dem Mühlenhof noch einige Jahre eine Kornbrennerei unterhalten. Heute dient der Hof als Pferdehof.

## Galerie

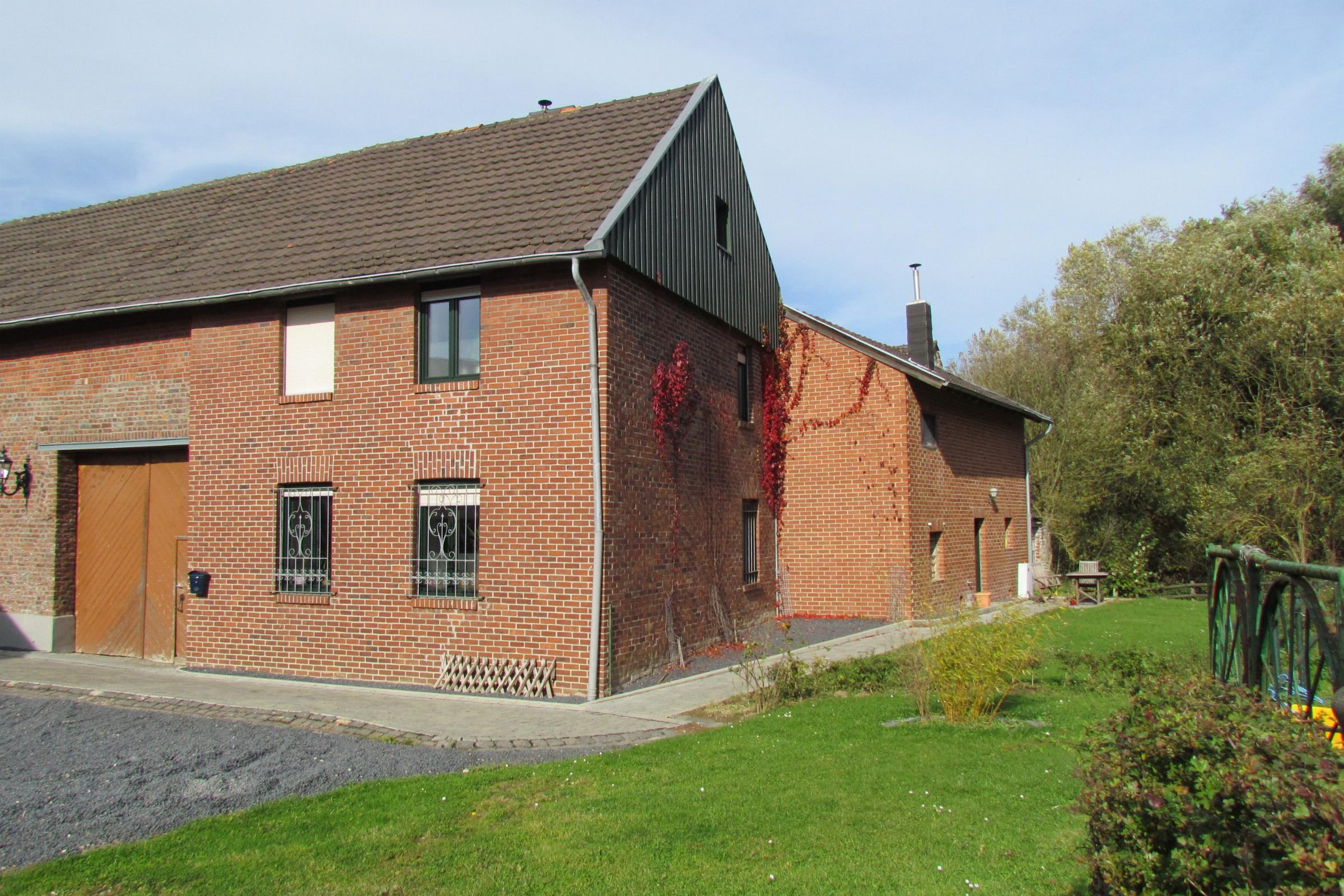
Wohnhaus der Kranentalsmühle
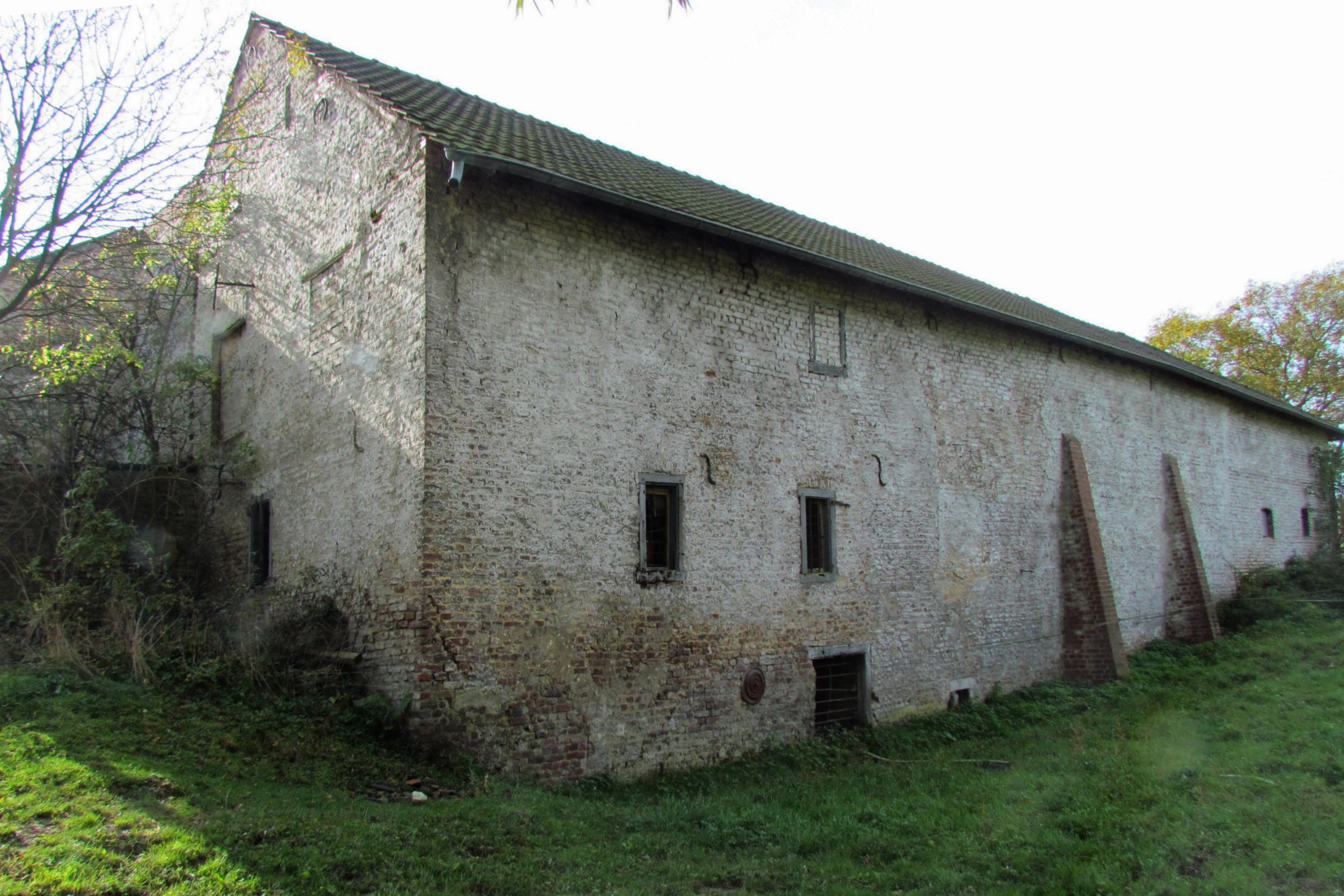
Wirtschaftsgebäude der Kranentalsmühle
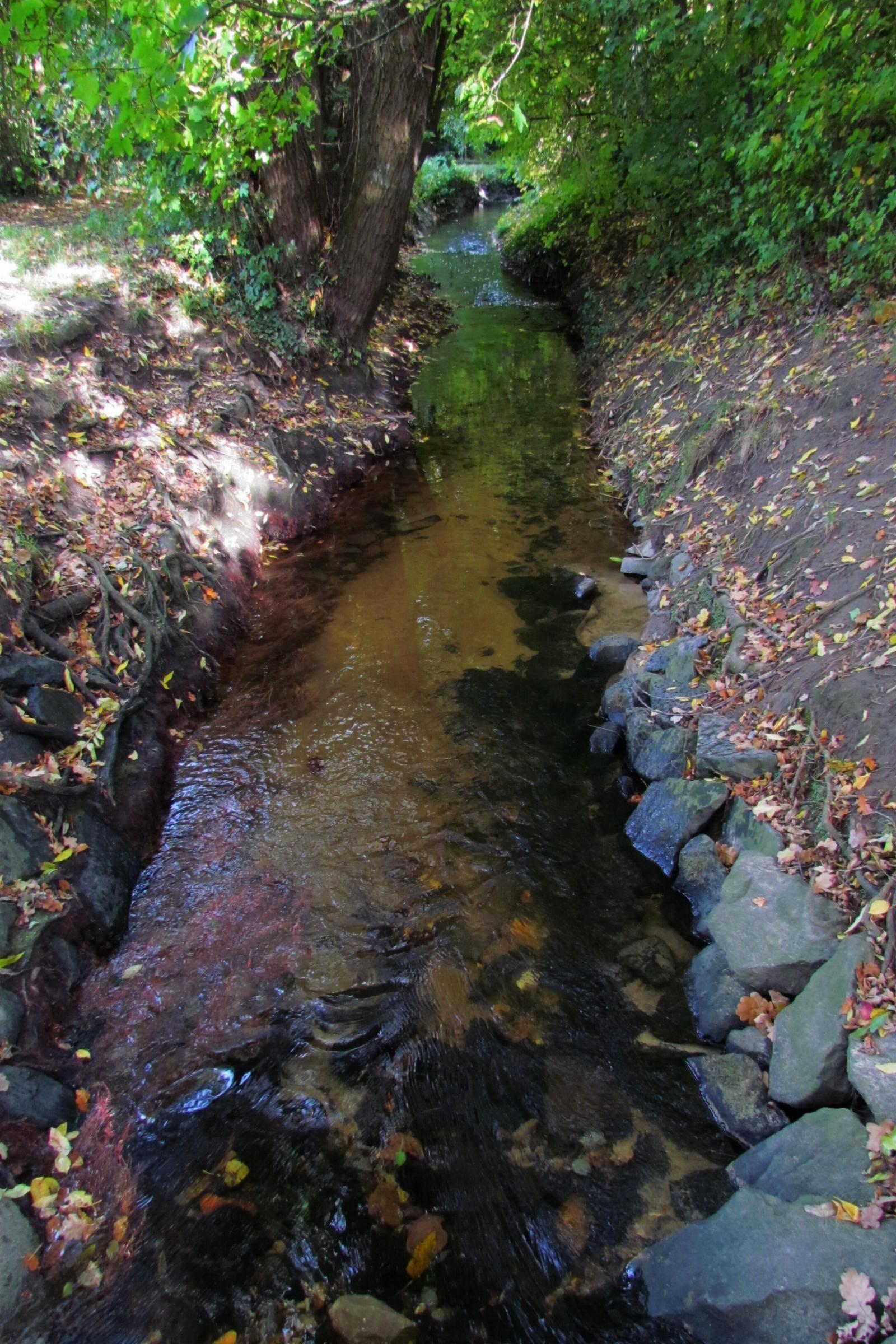
Der Broicher Bach in der Nähe der Kranentalsmühle
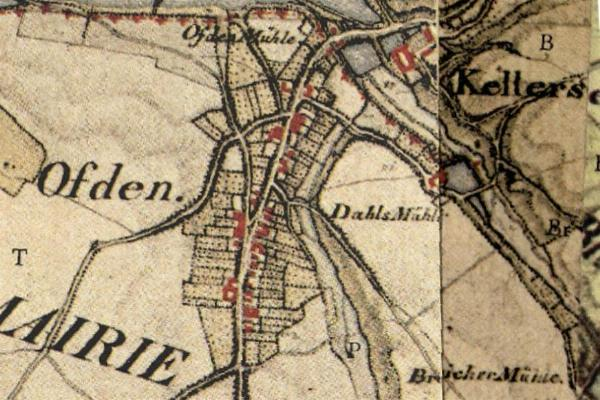
Die Kranentalsmühle als Dahlmühle auf der Tranchotkarte 1805
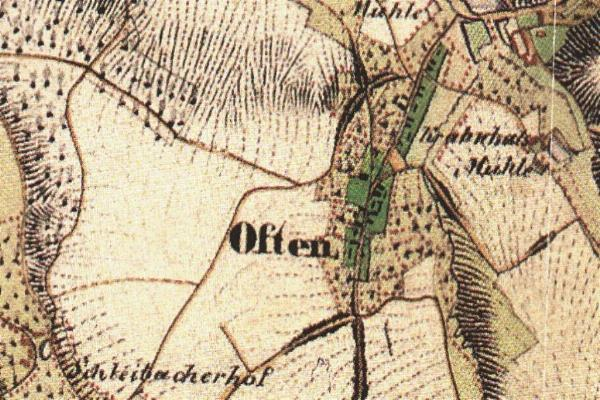
Die Kranentalsmühle auf der Uraufnahme 1846
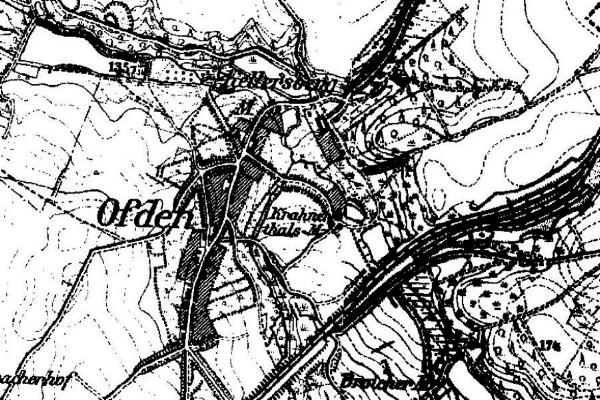
Karte der Neuaufnahme von 1892

→ Siehe auch Liste von Mühlen an der Wurm und ihren Zuflüssen